# ساول فيليبس
ساول فيليبس (بالإسبانية: Saúl Phillips)‏ (3 أكتوبر 1984 في كوستاريكا - ) هو مدرب كرة قدم ولاعب كرة قدم كوستاريكي في مركز الوسط. شارك مع منتخب كوستاريكا تحت 17 سنة لكرة القدم. أما مع النوادي، فقد لعب مع ديبورتيفو سابريسا وميونيسيبال وBrujas F.C. ‏ وBayamón Fútbol Club ‏ وسانتوس دي جوابيلز ‏ وUniversidad SC ‏.

## وصلات خارجية
- ساول فيليبس على موقع الاتحاد الدولي (مؤرشف)  (الإنجليزية)
- ساول فيليبس على موقع قاعدة بيانات كرة القدم.إي يو (الإنجليزية)